# Ga Asok BTS
Ga Asok (tiếng Thái: สถานีอโศก, phát âm [sā.tʰǎː.nīː ʔā.sòːk]) là một ga BTS Skytrain trên Tuyến Sukhumvit ở quận Watthana và Khlong Toei, Băng Cốc, Thái Lan. Nhà ga nằm trên Đường Sukhumvit tại giao lộ Asok Montri, giao nhau với Tuyến MRT Xanh Dương tại ga Sukhumvit. Xung quanh nhà ga có rất nhiều khách sạn và hạ tầng cho khách du lịch nước ngoài và doanh nhân. Khu vực phía Tây tiếp nối với khu giải trí Nana, và phía Đông là khu thương mại sầm uất với nhiều toà nhà chọc trời.

## Lịch sử
Ga Asok mở cửa ngày 5 tháng 12 năm 1999 thuộc Tuyến Sukhumvit, với chiều dài 17 km từ Ga Mo Chit đến Ga On Nut tại thời điểm đó.

## Lối thoát
- Lối thoát 1 Sukhumvit Soi 19, trạm dừng xe buýt (đến Phrom Phong), tầng M của trung tâm thương mại Terminal 21
- Lối thoát 2 Trạm dừng xe buýt (đến Nana), Sukhumvit Soi 12
- Lối thoát 3 Ga MRT Sukhumvit, Đường Asok Montri, Hiệp hội Siam dưới sự bảo trợ của Hoàng gia, Đại học Srinakharinwirot, tầng M của trung tâm thương mại Terminal 21
- Lối thoát 4 Sukhumvit Soi 14, Sukhumvit Soi 16, Đường Ratchadaphisek, Công viên Benjakitti

## Hình ảnh

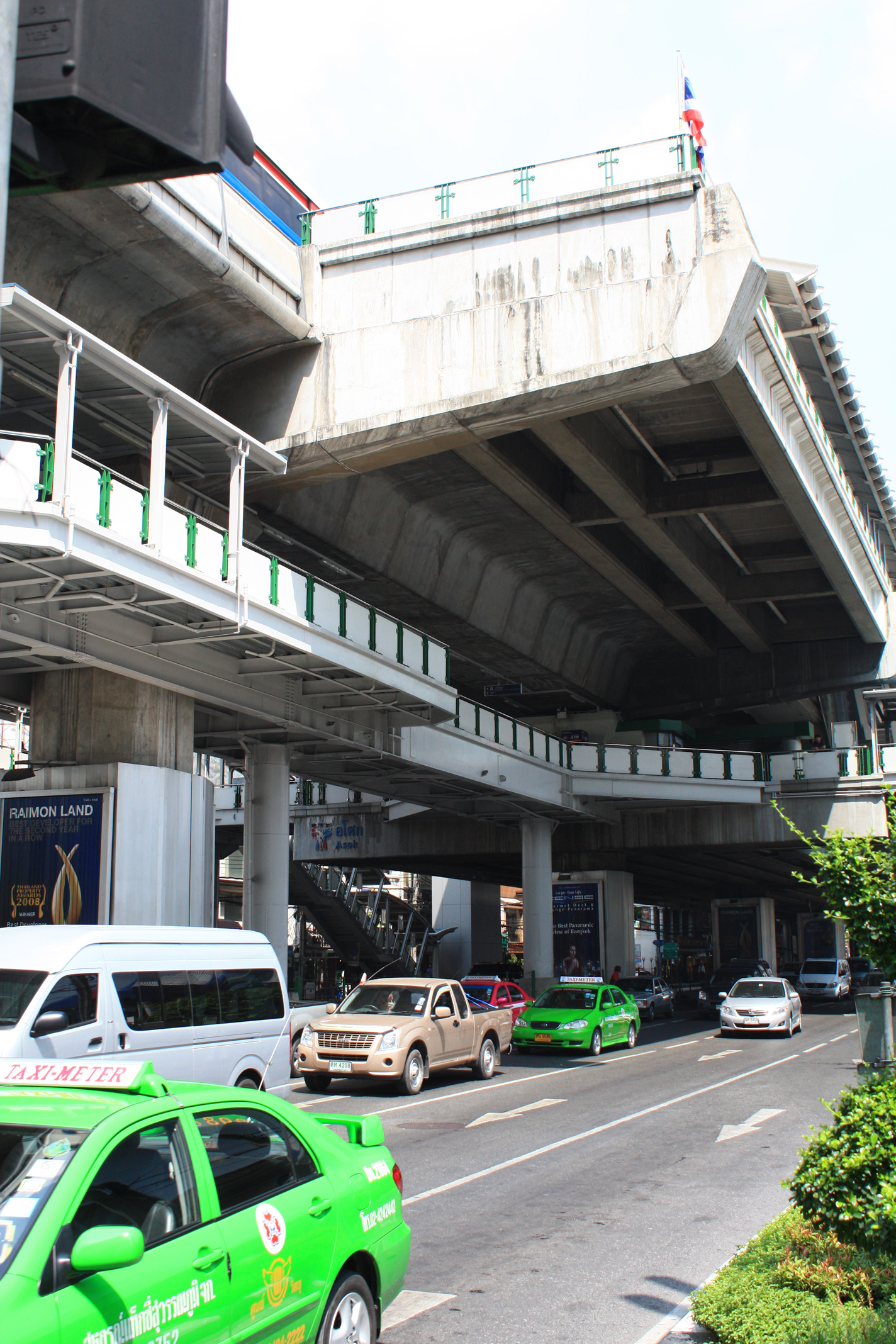
Ga Asok nhìn từ đường phố tấp nập Băng Cốc
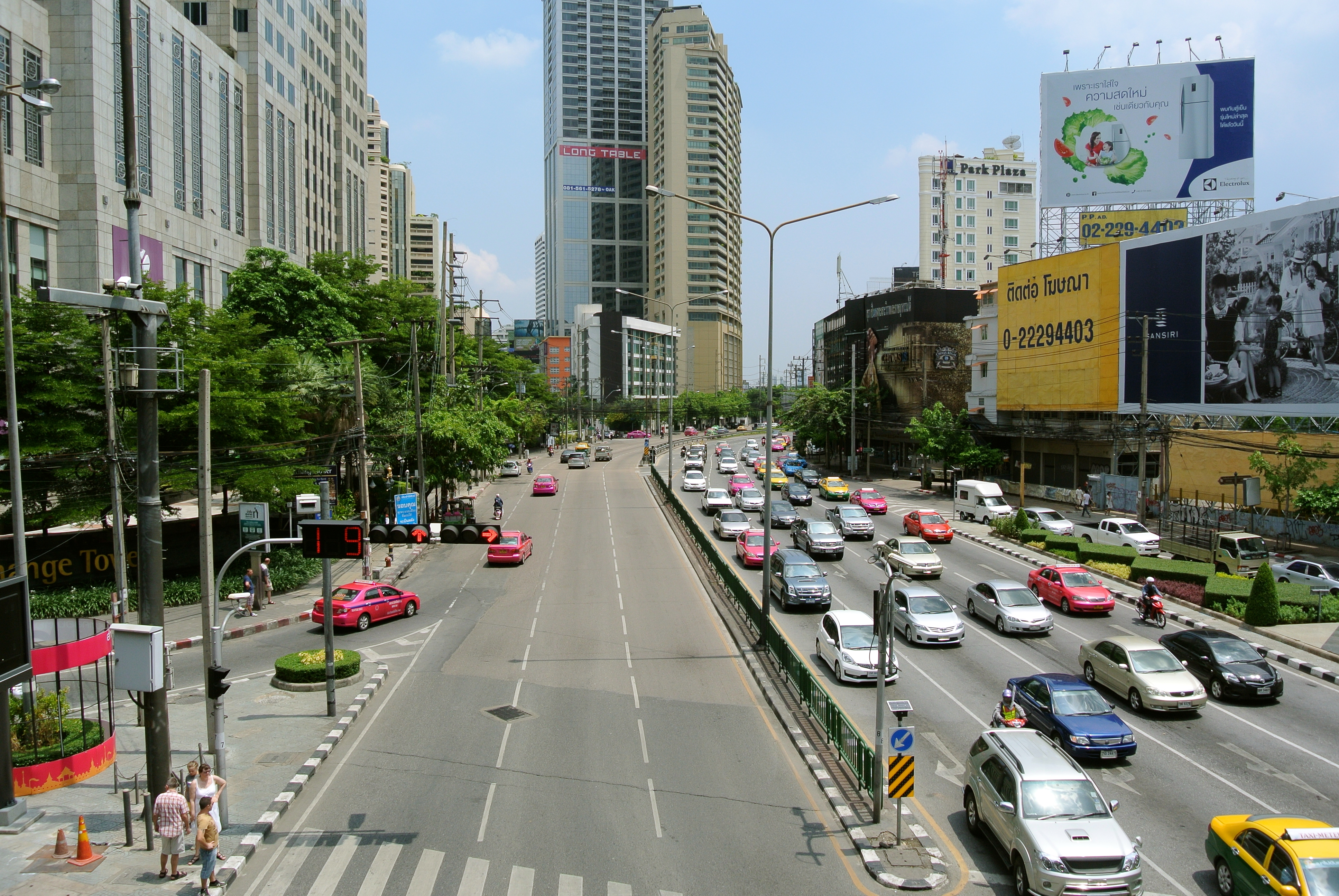
Đường Ratchadaphisek tại giao lộ Asok, với Đường Sukhumvit nhìn từ phía Nam
Biển hiệu ga Asok